# Unterrain, Šentandraž v Labotski dolini
Unterrain je naselje v Občini Šentandraž v Labotski dolini v Okraju Volšperk na Koroškem v Avstriji.